# Donndorf
Donndorf es una localidad del municipio de Roßleben-Wiehe, en el distrito de Kyffhäuser, en el estado federado de Turingia (Alemania), a una altitud de 120 metros. Su población a finales de 2016 era de unos 650 habitantes. Se encuentra ubicada a poca distancia al sur de la frontera con el estado de Sajonia-Anhalt.
Antes de la fundación de Roßleben-Wiehe el 1 de enero de 2019, Donndorf era un municipio que incluía en su término municipal las pedanías o barrios de Kleinroda (desde 1950) y Kloster Donndorf (desde 1928). El pueblo es de origen medieval, ya que se conoce su existencia desde el siglo IX. Alberga dos iglesias dedicadas a San Pedro y San Pablo; la más antigua de ellas data del siglo XIII.